# Монтацоли
Монтацо̀ли (на италиански: Montazzoli) е село и община в Южна Италия, провинция Киети, регион Абруцо. Разположен е на 850 m надморска височина. Населението на общината е 1040 души (към 2010 г.).